# 托里 (爱沙尼亚市镇)
托里，是愛沙尼亞派爾努縣的一個鄉村型市镇，位於該國西南部，行政中心設於辛迪，市镇面积为611平方公里，2021年时人口数量为11,989人。

## 行政管理
2017年爱沙尼亚行政改革后，原托里市镇与阿雷市镇、紹加市镇及辛迪市合并为新的托里市镇。
新的市镇包括非独立市辛迪、3个小镇和41个村庄。